# Scymnus quadrimaculatus
Scymnus quadrimaculatus es una especie de escarabajo del género Scymnus,  familia Coccinellidae. Fue descrita científicamente por Herbst en 1783.
Se distribuye por Europa. Mide 1,5-2 milímetros de longitud. Habita en lugares calurosos, suele ser encontrada sobre la hiedra (Hedera).